# Hans Reiser

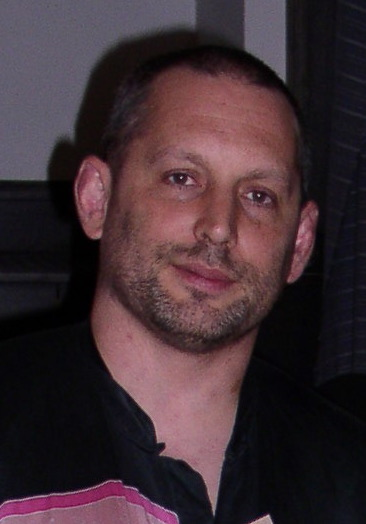
Hans Reiser

Hans Reiser (ur. 19 grudnia 1963) – amerykański programista mieszkający w Oakland w Kalifornii, twórca systemów plików ReiserFS i Reiser4 działających w systemach z jądrem Linuksa.
Od roku 1997 do 2006 stał na czele swojej firmy Namesys Inc.

## Sprawa o zabójstwo
10 października 2006 został zatrzymany przez FBI w związku z podejrzeniem o zamordowanie swojej żony, Niny Reiser. 12 października 2006 sąd podjął decyzję o utrzymaniu tymczasowego aresztowania bez prawa do kaucji. W grudniu 2006 Hans Reiser oświadczył, że wystawia swoją firmę na sprzedaż, aby móc pokryć koszty związane z procesem. Proces rozpoczął się jesienią 2007.
28 kwietnia 2008 ława przysięgłych uznała Reisera za winnego morderstwa żony.
Aby złagodzić swój wyrok w ramach układu z prokuratorem Reiser, ujawnił miejsce zakopania ciała. W zamian zmieniono kwalifikację jego czynu na morderstwo drugiego stopnia oraz skazano go na dożywotnie więzienie z możliwością ubiegania się o warunkowe zwolnienie po 15 latach.
Do lutego 2011 przebywał w więzieniu stanowym Mule Creek. Aktualnie przebywa w więzieniu stanowym Pleasant Valley.